# Jack Scanlon
Jack Scanlon (Canterbury, 6 de agosto de 1998) é um ator britânico, que participou do filme The Boy in the Striped Pyjamas.